# 마크 윌리엄스 (스누커 선수)

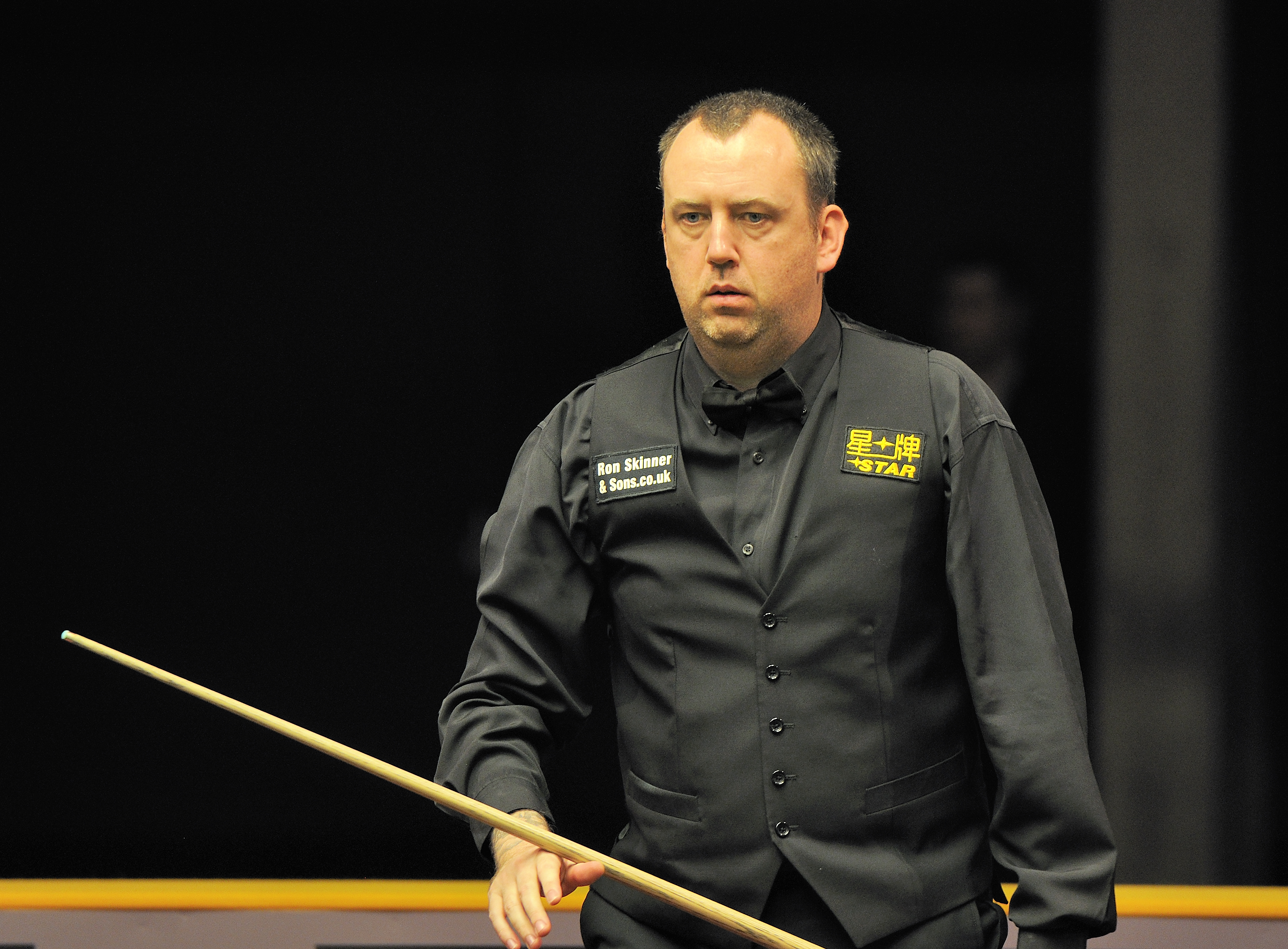
마크 윌리엄스 (2014년)

마크 윌리엄스(영어: Mark Williams, MBE 1975년 3월 21일 ~ )는 영국 웨일스의 스누커 선수이다. 2000, 2003년 세계 선수권 우승자이다.

## 서훈
- 2004년 대영 제국 훈장 5등급(MBE) 수훈[1]